# Minimální mzda v České republice
Minimální mzda v České republice je nejnižší měsíční a hodinová mzda, kterou jsou zaměstnavatelé legálně oprávněni platit svým zaměstnancům v České republice. Koncept minimální mzdy není jen českým specifikem, uplatňuje se také v dalších zemích Evropy i v zámoří.

## Historie
Československo přistoupilo k Úmluvě o zavedení metod stanovení minimálních mezd v roce 1950, kdy byla (12. června) ratifikace zapsána generálním ředitelem Mezinárodního úřadu práce. Přesně o rok později, 12. června 1951 vstoupila pro Československou republiku v platnost. V říjnu 1990 vyhlásilo tehdejší federální ministerstvo zahraničí české znění úmluvy ve Sbírce zákonů, čímž potvrdilo její platnost v nově rekonstruovaném právním systému.
V únoru 1991 byla minimální mzda stanovena ve výši 2 000 Kč za měsíc, resp. 10,80 Kč za hodinu. Je stanovena zákonem pro celé území státu. Ve stanovených případech je možné používat nižší sazby – např. u poživatele částečného invalidního důchodu nebo mladistvého zaměstnance. Ke změnám stanovené částky docházelo v dalších letech vždy k prvnímu lednu, případně k prvnímu červenci.
Na přelomu tisíciletí byla základní vojenská služba, náhradní vojenská služba a civilní služba odměňována mzdou menší než je minimální mzda. Podle soudu to bylo legitimní omezení základních práv.
V roce 2006 vydala vláda nařízení č. 567/2006 Sb., které upravovalo minimální mzdu (i tarifní zaručenou mzdu, viz níže) k provedení nového zákoníku práce č. 262/2006 Sb., který byl přijat téhož roku v souvislosti s harmonizací práva při vstupu do Evropské unie. Nařízení s právní účinností od 1. ledna 2007 stanovilo sazbu minimální mzdy pro týdenní pracovní dobu 40 hodin ve výši 8 000 Kč za měsíc nebo 48,10 Kč za hodinu. A v nezměněné výši zůstala minimální mzda po dalších 5 let. Ke změně sazby nedošlo ani na začátku roku 2013, nařízení vlády č. 246/2012 Sb. pouze sjednotilo dosud rozdílné sazby pro invalidní důchodce, mladistvé apod. na jednotné částce 8 000 Kč.
Vydáním červencového nařízení vlády č. 210/2013 Sb. však došlo ke zvýšení minimální mzdy na 8 500 Kč s účinností od 1. srpna 2013. V dubnu 2014 premiér Bohuslav Sobotka na sjezdu ČMKOS předběžně přislíbil další růst o 500 Kč od ledna 2015. Počátkem června 2014 tento slib potvrdila dohoda tripartity. V září 2014 schválila vláda nárůst minimální mzdy od počátku roku 2015 o 700 Kč, tedy na 9 200 Kč. V druhé polovině srpna 2015 vláda dalším rozhodnutím zvýšila minimální mzdu o stejnou částku na 9 900 Kč, počínaje od 1. ledna 2016. Ministryně práce a sociálních věcí Michaela Marksová navrhla vládě zvýšení od ledna 2017 o 11 % až na 11 tisíc Kč a ta ji 5. října 2016 schválila. V květnu 2017 oznámil premiér Sobotka při poslaneckých interpelacích záměr zvýšit minimální mzdu od začátku roku 2018 dále na 12 200 Kč (73,20 Kč na hodinu), což vláda v srpnu téhož roku schválila. V listopadu 2019 se zástupci koaličních stran vlády Andreje Babiše dohodli na dalším zvýšení minimální mzdy od roku 2020 na hodnotu 14 600 Kč. Dne 16. listopadu 2020 vláda rozhodla o dalším zvýšení minimální mzdy, tentokrát o 600 Kč na 15 200 Kč.
Od roku 2025 zavedla novela zákoníku práce nový mechanismus pro valorizaci minimální mzdy, zákon dal jasná a předvídatelná pravidla pro výpočet a aktualizaci minimální mzdy na základě průměrné mzdy. Do roku 2029 by podle záměru měla dosáhnout alespoň 47 % průměrné mzdy. MPSV bylo pověřeno vyhlašovat minimální mzdu sdělením do 30. září předchozího roku. Pro rok 2025 byla stanovena na 20 800 Kč na úrovni 42,2 % průměrné mzdy.

## Přehled
Následující tabulka a graf ukazují vývoj částky minimální mzdy v Česku od roku 1991:
| 1991  | 1992  | 1993  | 1994  | 1995  | 1996  | 1997  | 1998  | 1999 (1. pol.) | 1999 (2. pol.) | 2000 (1. pol.) | 2000 (2. pol.) | 2001  | 2002  | 2003  | 2004  | 2005  |
| ----- | ----- | ----- | ----- | ----- | ----- | ----- | ----- | -------------- | -------------- | -------------- | -------------- | ----- | ----- | ----- | ----- | ----- |
| 2 000 | 2 200 | 2 200 | 2 200 | 2 200 | 2 500 | 2 500 | 2 650 | 3 250          | 3 600          | 4 000          | 4 500          | 5 000 | 5 700 | 6 200 | 6 700 | 7 185 |
| -     | ▲ 200 | ▬ 0   | ▬ 0   | ▬ 0   | ▲ 300 | ▬ 0   | ▲ 150 | ▲ 600          | ▲ 350          | ▲ 400          | ▲ 500          | ▲ 500 | ▲ 700 | ▲ 500 | ▲ 500 | ▲ 485 |

| 2006 (1. pol.) | 2006 (2. pol.) | 2007  | 2008  | 2009  | 2010  | 2011  | 2012  | 2013 (1. pol.) | 2013 (2. pol.) | 2014  | 2015  | 2016  | 2017    | 2018    | 2019    | 2020    |
| -------------- | -------------- | ----- | ----- | ----- | ----- | ----- | ----- | -------------- | -------------- | ----- | ----- | ----- | ------- | ------- | ------- | ------- |
| 7 570          | 7 955          | 8 000 | 8 000 | 8 000 | 8 000 | 8 000 | 8 000 | 8 000          | 8 500          | 8 500 | 9 200 | 9 900 | 11 000  | 12 200  | 13 350  | 14 600  |
| ▲ 385          | ▲ 385          | ▲ 45  | ▬ 0   | ▬ 0   | ▬ 0   | ▬ 0   | ▬ 0   | ▬ 0            | ▲ 500          | ▬0    | ▲ 700 | ▲ 700 | ▲ 1 100 | ▲ 1 200 | ▲ 1 150 | ▲ 1 250 |

| 2021   | 2022    | 2023    | 2024    | 2025    |
| ------ | ------- | ------- | ------- | ------- |
| 15 200 | 16 200  | 17 300  | 18 900  | 20 800  |
| ▲ 600  | ▲ 1 000 | ▲ 1 100 | ▲ 1 600 | ▲ 1 900 |

Následující graf ukazuje vývoj částky minimální mzdy v Česku od roku 1991:

## Zkoumání vlivu minimální mzdy na zaměstnanost v Česku
V České republice po období stagnace v letech 2012-2019 vzrostla úroveň minimální mzdy poměrně výrazně.  I zkraje roku 2019 zůstává však úroveň minimální mzdy v ČR v porovnání s ostatními evropskými zeměmi na relativně nízké úrovni a dotýká se pouze malé části pracovníků. Dle studie nezávislého think-tanku IDEA nemělo toto navyšování významný vliv na růst nezaměstnanosti (z čehož však nelze dovozovat, že to tak bude platit i nadále, je proto nezbytné vliv zvyšování minimální mzdy na zaměstnanost nadále důsledně měřit). 

## Zaručená mzda
Minimální mzda není totožná s tzv. zaručenou mzdou. Ta je odstupňovaná podle náročnosti vykonávané práce a minimální mzda představuje její dolní hranici, pod kterou by neměl klesnout příjem v žádném povolání. Je uplatňována jak ve veřejných službách a správě, tak i v podnikatelské sféře, není-li sjednána kolektivní smlouva.
Nařízením federální vlády z prosince 1991 byly vyhlášeny tzv. minimální mzdové tarify, zakotvené v zákoně č. 1/1992 Sb. o mzdě. Ty zaručovaly minimální hranici mzdy pro případ neuzavření kolektivní smlouvy a byly odstupňované do 12 tarifních stupňů „podle složitosti, odpovědnosti a namáhavosti práce“. V návaznosti na změnu zákoníku práce v roce 2006 došlo k zavedení termínu zaručená mzda a odstupňování částek do 8 skupin.
Minimální mzdové tarify nelze zaměňovat s platovými tarify (třídami a stupni), které slouží ke kategorizaci platů v nepodnikatelské (veřejné) sféře.